# Medalla commemorativa de la Campanya d'Itàlia 1943-1944
La Medalla commemorativa de la Campanya d'Itàlia 1943-1944 (francès: Médaille commémorative de la campagne d'Italie 1943-1944) és una condecoració militar francesa, creada l'1 d'abril de 1953. Se situa entre la medalla commemorativa de Llevant i la Medalla commemorativa de la Campanya d'Indoxina

## Història
Aquesta medalla va ser creada en commemoració de la resurrecció de l'exèrcit francès durant la primera campanya continental per l'alliberament d'Europa durant la Segona Guerra Mundial. Va ser atorgada a tots aquells membres del cos expedicionari francès per les operacions entre l'1 de desembre de 1943 i el 25 de juliol de 1944 (la campanya d'Itàlia).

## Insígnia
És una medalla de bronze argentat de 36mm de diàmetre. A l'anvers apareix un gall gal de perfil davant d'un sol naixent. Al voltant hi ha la inscripció « Corps expéditionnaire français d'Italie - 1943-1944 » (Cos expedicionari francès d'Itàlia – 1943-1944), envoltada per una corona de fulles de llorer.
Al centre del revers hi ha les inicials C.E.F. (Corps Expéditionnaire Français) sobre una estrella, envoltades per la llegenda REPUBLIQUE FRANÇAISE..
El galó és una successió de 7 franges vermelles entre 6 de blanques, en record del galó de la Medalla de la campanya d'Itàlia 1859 durant el Segon Imperi.